# UNCA-Exzellenz-im-Journalismus-Auszeichnung
Die UNCA-Exzellenz-im-Journalismus-Auszeichnungen werden in mehreren Kategorien von der United Nations Correspondents Association vergeben. Die 1995 begonnene Tradition hat sich in den Folgejahren ständig weiter aufgefächert.

## Ausformungen
- Der Elizabeth-Neuffer-Memorial-Preis wurde ausgelobt zum Gedächtnis der Journalistin Elizabeth Neuffer von der Tageszeitung Boston Globe, die 2003 als Kriegsberichterstatterin im Irak-Krieg umkam. Die Auszeichnung würdigt in den Printmedien erschienene, herausragende Reportagen über die Arbeit der Vereinten Nationen (UNO). Sie ist mit 10.000 Dollar dotiert. Ko-Sponsor ist der Verlag des Boston Globe.

- Der Ricardo-Ortega-Memorial-Preis wurde ausgelobt zur Ehrung des spanischen Reporters Ricardo Ortega, der im Zuge seiner Berichterstattung über die blutigen Unruhen 2004 in Haiti getötet wurde. Der mit 10.000 Dollar dotierte Preis, gesponsert durch das spanische Fernseh-Unternehmen Antena 3, würdigt exzellente UN-Reportagen in den audiovisuellen Medien.

- Der Vereinte-Nationen-Stiftungs-Preis wird verliehen für herausragende Reportagen über humanitäre und entwicklungspolitische Projekte. Die von der Vereinte-Nationen-Stiftung ausgelobte Auszeichnung ist mit 10.000 Dollar dotiert.

- Der Ranan-Lurie-Political-Cartoon-Preis wurde 2000 gestiftet, um exzellente politische Karikaturisten zu würdigen. Das Kriterium der Wahl besteht darin, dass die Karikaturen „den Geist und die Prinzipien der Vereinten Nationen fördern, illustrieren und zuspitzen“. Diese dreizehn Auszeichnungen, benannt nach dem UNCA-Mitglied Ranan Lurie, haben zusammengenommen eine Dotierung von 18.000 Dollar.

- Der Sergio-Vieira-de-Mello-Weltbürger-Preis wurde 2003 gestiftet. Das geschah zu Ehren des brasilianischen Diplomaten Sérgio Vieira de Mello, des UN Hochkommissar für Menschenrechte, der 2003 bei der Bombardierung des UNO-Hauptquartiers in Bagdad zu Tode kam.

## Streitfälle
Die Auszeichnungen haben in der Vergangenheit bisher einmal für negative Schlagzeilen gesorgt. Die Auswahl der Nominierungen für den Citizen of the World Weltbürger-Preis hat 2005 zu Kontroversen über mögliche politische Günstlingswirtschaft geführt.